# Dumpster diving

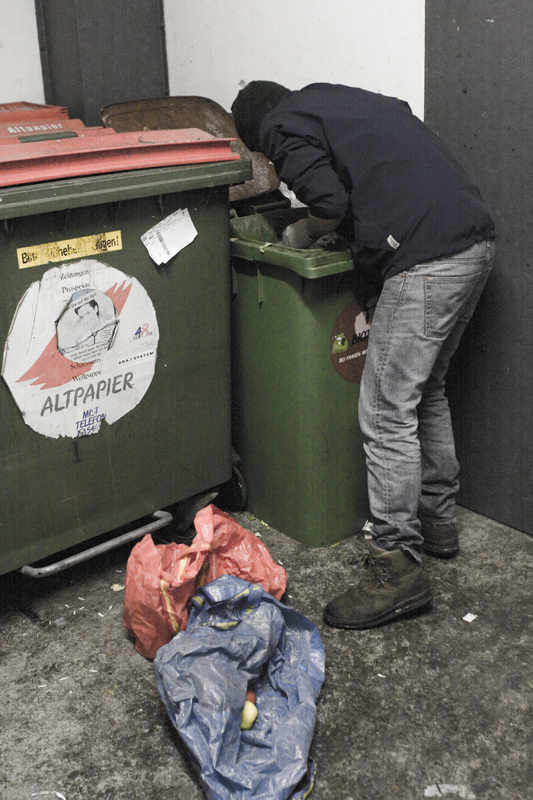
Uma pessoa na prática do dumpster diving

Dumpster Diving ou trashing é o termo usado para a ação de hackers que vasculhavam o lixo da empresa ou pessoal alvo para descobrir informações para invadir mais facilmente os sistemas, como nomes de contas, senhas, informações pessoais e confidenciais. Algumas informações importantes podem ser para o planejamento de ataques, como lista telefônica corporativa, organograma, memorandos internos, manuais de política, calendários de reuniões, inventários de hardware, entre outros.Tambem há as pessoas que vasculham o lixo atrás de objetos que os interessam, como jogos e aparelhos eletrônicos.